# Joker

Eine moderne Darstellungsform des Jokers

Ein Joker (englisch für Spaßmacher, von lateinisch iocus, Scherz, Spaß oder joculator, Gaukler, Narr, Harlekin), in Österreich, Deutschland und Frankreich auch Jolly genannt, ist eine Spielkarte verschiedener Kartenspiele. Darauf findet sich gewöhnlich das Bild eines Hofnarren (deutsche Übersetzung für englisch jester, fool oder joker).
Der Joker hat verschiedene Funktionen, wird aber meist als Ersatz für eine beliebige Karte eingesetzt, wobei er keiner der übrigen Kartenfarben zugeordnet ist, sondern in diesem Sinne ungebunden (engl. „wild card“) ist.
Die Hilfen für Kandidaten in Quizshows (jemanden anrufen, Publikum befragen, falsche Antworten werden gelöscht, Kategorie oder Fragen wechseln), werden ebenfalls als Joker bezeichnet. Joker heißt auch der Erzfeind des Superhelden Batman.

## Funktion
Der Joker kann auf verschiedene Weise verwendet werden. Er kann als folgende Karte funktionieren:
- Wilde Karte (engl. „wild card“), was am meisten vorkommt, s. z. B. Canasta, Poker oder Rommé.
- Matador (engl. „top trump“), die originelle Funktion, wobei der Joker der höchste Trumpf ist, s. Euchre
- Aussetzkarte (engl. „skip card“), d. h. eine Karte, die ein Mitspieler zum Aussetzen zwingt, s. Mau Mau
- Niedrigste Karte, s. Double King Pede
- Die Karte mit dem höchsten Stichwert, s. Dou Dizhu
- Eine Karte mit einem besonderen Augen- bzw. Spielwert, s. Zwicker

## Überblick
Der Joker kommt nur in Spielen mit französischen Farben vor. Normalerweise gibt es pro Spielstapel mit 52 regulären Karten drei Joker, jedoch werden nicht unbedingt alle drei verwendet: bei der häufigsten Rommé-Variante gibt es zum Beispiel zwei Kartenstapel, aber insgesamt nur vier Joker. „Da der Joker als zusätzliche, beliebig einsetzbare Karte für dieses Spiel charakteristisch ist, kann es nach ihm seinen Namen haben, vgl. engl. (umgangssprachlich) rum, rummy ‘ulkig, komisch, sonderbar, ulkiger, komischer Kerl’.“ Außerdem gibt es Joker im Canasta, Buraco sowie in einigen Poker-Varianten (siehe auch Wildcard (Poker)).
Dass der Joker gelegentlich als der letzte Überrest der eigenständigen, nummerierten Trumpfreihe im Tarock- bzw. Tarot-Blatt angesehen wird, ist falsch, weil der Joker nur Mitte des 19. Jahrhunderts aufgetaucht ist und zwar als höchster Trumpf beim amerikanischen Kartenspiel Euchre. Dagegen ist die Tarockkarte, die als Torheit, Le Fou, Il Matto oder The Fool, später als Skys bezeichnet wird, viel älter.   Auch war deren ursprüngliche Funktion nicht der höchste Trumpf, sondern eine Excuse (Entschuldigungskarte), wie es sich noch z. B. im französischen Tarot findet. Erst viel später wechselte der Narr bei den zentraleuropäischen Tarockspielen zum höchsten Kartenwert – der Skys – wobei er alle anderen Trümpfe übertrifft. Auf der anderen Seite waren Tarot, Tarock, Tarocchi und auch die baden-württembergische Variante Cego von zirka 1750 bis tief ins 19. Jahrhundert hinein sehr populäre Spiele, und das Elsass gehörte zu den Verbreitungsgebieten – womit die Möglichkeit besteht, dass die Ausgangsidee tatsächlich vom Tarot stammt.

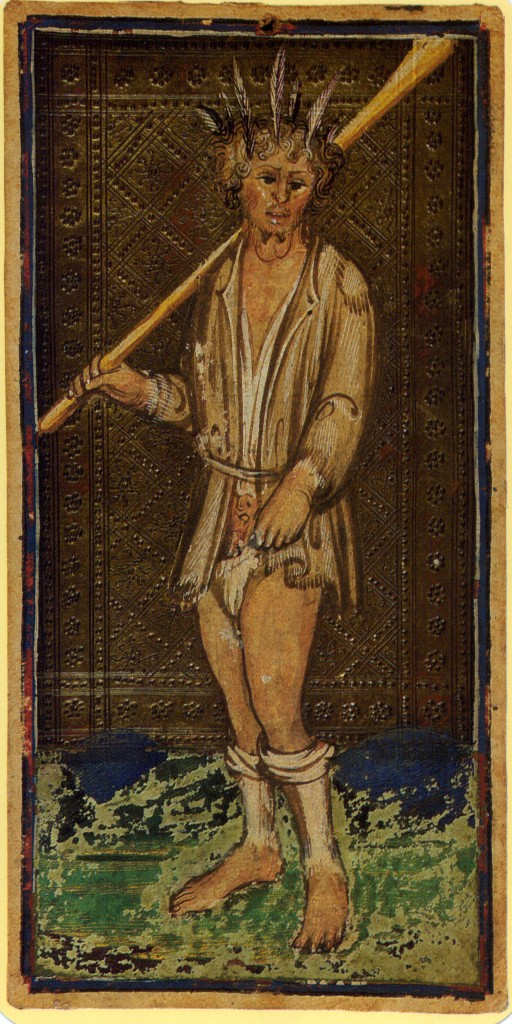
Narr aus den Visconti-Sforza-Trionfikarten (vor 1500)
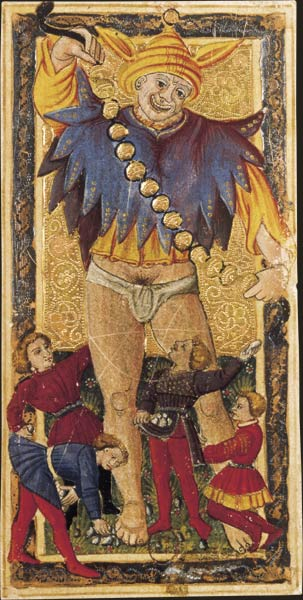
Charles VI-(oder Gringonneur)-Blatt (vor 1500)
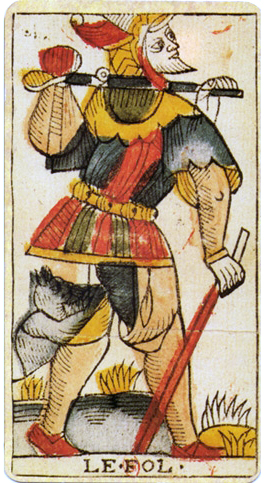
Tarot-Blatt von Jean Dodal (Lyon, nach 1700)
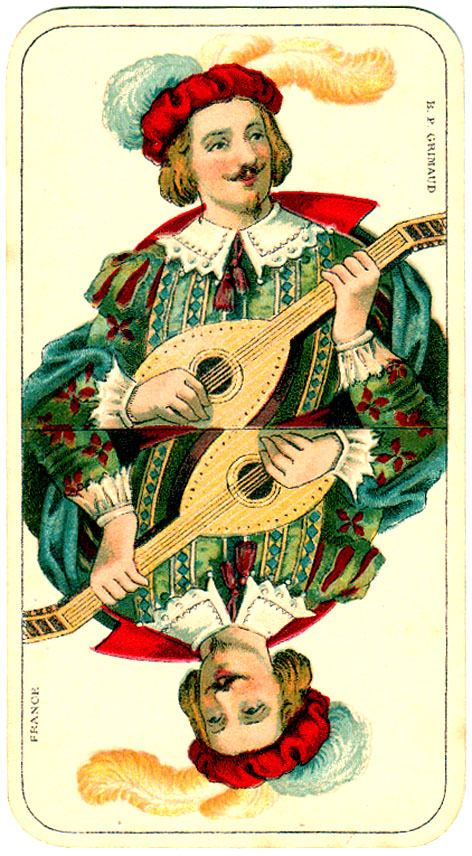
Excuse (Skys oder Sküs) (1910)

In England wurde der Joker lange Zeit als Jester (Hofnarr) bezeichnet.
Joker werden gewöhnlich nur bei Spielen mit 52 oder mehrmals 52 regulären Karten verwendet. Bei Spielen mit reduziertem Blatt (wie etwa Schafkopf, Skat und Bayerisches Tarock) gibt es meist keine Joker. Ausnahmen sind Euchre und eine Variante des Spiels Doppelkopf. Im deutschen Blatt gibt es generell keine Joker. Bei einigen Spielen mit deutschen Karten wird der Weli als Joker verwendet.

## Geschichte

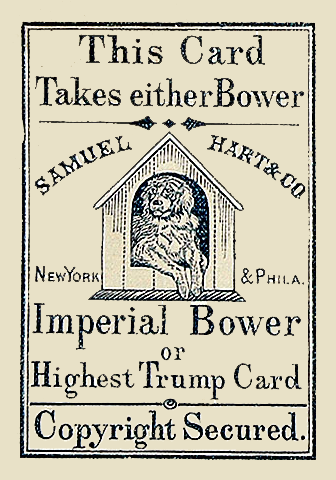
Der „Imperial Bower“, der erste Joker, von Samuel Hart, ca. 1863

Vor 1850 ist das Vorhandensein von Jokern nicht belegbar. Seit diesem Datum entwickelte sich in den USA das Spiel Euchre. Hierbei wurde der Trumpf-Bube als Bower bezeichnet. Die modifizierte Form war nun eine neue Karte, als höchster Wert des Spiels war der best Bower geboren, der Vorläufer des Joker. So wurde nun die alte Grenze des 52er-Spiels gesprengt und eine 53ste Karte eingeführt. Der erste amerikanische Joker bzw. best Bower wurde 1857 von dem Spielkartenhersteller Samuel Hart in New York dem Spiel London Club Pack beigefügt. In Europa kam der Joker etwa 1880 in Mode. In Belgien wurde er erstmals am 14. Juni 1882 in der Firma Mesmaekers erwähnt bzw. produziert.